# Néo-géo
Pour les articles homonymes, voir Neo-Geo.

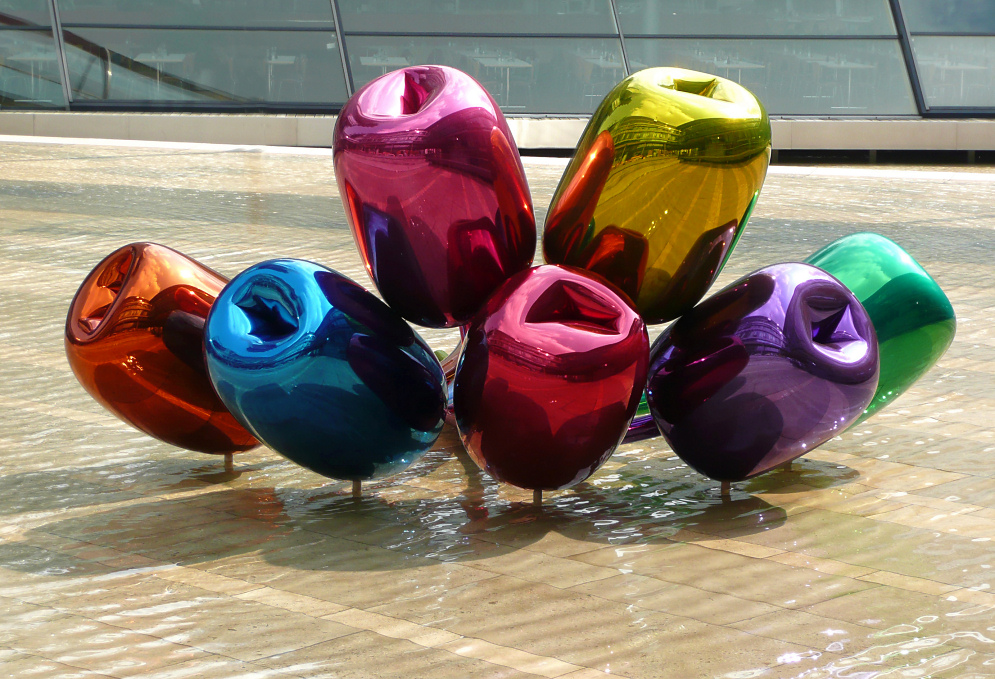
Jeff Koons, Tulips (2004), nord de Hanovre.

Le néo-géo (ou néo-minimalisme) est un mouvement artistique ayant émergé dans les années 1980. C'est l'abréviation de Neo-Geometric. Ce courant prône l'utilisation d'objets domestiques comme matériaux sculpturaux et il utilise l'abstraction géométrique.
Ce terme, néo-géo, vise à décrire le travail de plusieurs artistes critiquant le processus d'industrialisation et de marchandisation du monde moderne.Il a été utilisé pour la première fois en référence à une exposition de 1986 à la Sonnabend Gallery de SoHo, qui comprenait les œuvres de Bickerton, Halley, Koons et Vaisman.Selon l'artiste Michael Young, les œuvres néo-géo reconnaissent que la technologie est à la fois une promesse et une menace.

## La peinture
La peinture Néo-Géo a remis au goût du jour les préceptes visuels du minimalisme, réadaptés au nouvel encodage linéaire de la société urbaine, dont les signalétiques sont devenues le support de jeux visuels, ou en sculpture, l'exemple du ready-made sacralisant la vacuité : le Three Ball Total Equilibrium Tank et le Vacuum Cleaner (aspirateur) de Jeff Koons en sont les symboles les plus marquants, tout comme la peinture de Peter Halley, A Perfect World, Black Cell.
La linéarité euclidienne déclinée dans ces œuvres se distingue des tendances visuelles qui les ont suivies, dominées par l'esthétique fractale, parente des théories populaires à l'époque, dont la théorie du chaos.
Les peintres du courant néo-géo prolongent et actualisent les différentes recherches menées précédemment dans le domaine du minimalisme, de l'op art et de l'abstraction géométrique. Ils peignent le plus souvent des œuvres de grand format composées de motifs ou de signes se détachant sur des fonds plans et colorés. Peter Halley emploie de la peinture phosphorescente et du crépi synthétique. Son œuvre prouve qu'un art purement géométrique n'est pas forcément abstrait ou coupé de toute réalité extérieure au tableau. Halley observe et dépeint un monde où les modèles mathématiques et les architectures contraignantes conditionnent à la fois l'urbanisme, l'organisation sociale, les institutions (écoles, hôpitaux…). De son côté, l'artiste Philip Taaffe combine motifs organiques et géométriques aux formes ornementales empruntées à l'histoire de l'art décoratif. Les formes sont dupliquées et répétées. Ses toiles revendiquent un caractère à la fois décoratif et méditatif. Pour ces peintres, qui ont tous interrogé la signification de leurs propres pratiques, la meilleure raison de créer demeure le plaisir que cela procure et les réflexions que la création suscite.

## Influences
Les œuvres néo-géo sont influencées par des mouvements antérieurs du XXe siècle, notamment le minimalisme, le pop art et l'op art. Le minimalisme a débuté dans les années 1960 et était axé sur le fait d'inclure seulement les éléments nécessaires et sur l'abstraction géométrique. Le pop art a vu le jour dans les années 1950 et utilisait des éléments de la culture populaire tels que les publicités et les bandes dessinées. Ses œuvres étaient souvent construites à la manière d'un collage, combinant des éléments appropriés provenant de différents contextes afin de créer un nouveau message. Enfin,l'op art est un terme développé dans les années 1960 pour décrire le mouvement des illusions d'optique utilisant des formes. Ces illusions offraient au spectateur une vision déformée ou une image cachée.
En outre, les idées sur le postmodernisme et l'hyperréalité ont inspiré les membres du mouvement néo-géo. De nombreux artistes néo-géo ont été influencés par le penseur français Jean Baudrillard et ses écrits sur le consumérisme. L'un de ses arguments est que les besoins sont construits plutôt que naturels. Selon la Tate galerie, la géométrie était un moyen pour les artistes de représenter des idées comme celles de Jean Baudrillard, puisque les formes sont construites. La géométrie se révèle alors comme une métaphore du monde moderne.

## Recherche académique
L'historien de l'art et conservateur Brandt présente la première étude complète des artistes néogéométriques. Parmi les artistes étudiés figurent Sherrie Levine, Allan McCollum, Haim Steinbach, Jeff Koons, Peter Halley, Ashley Bickerton et Meyer Vaisman. Brandt se concentre sur leur perspective artistique, examinant l'exposition de chaque artiste à la théorie structuraliste et poststructuraliste. Parmi les autres sujets abordés, on retrouve la culture de l'East Village dans les années 1980 et l'influence de la théorie française de l'après-guerre sur ce mouvement. Brandt relie également les œuvres de chaque artiste au pop art, au minimalisme et au conceptualisme.

## Artistes
- John M. Armleder
- Peter Halley
- Jeff Koons
- Mark Lombardi
- Meyer Vaisman
- Christian Floquet
- Christian Robert-Tissot
- Francis Baudevin
- François Perrodin
- DoDoU
- Philip Taaffe
- Claude Augsburger
- Oli Sorenson
- Pierre Gattoni